# Diócesis de Solwezi
La diócesis de Solwezi (en latín: Dioecesis Solveziensis y en inglés: Roman Catholic Diocese of Solwezi) es una circunscripción eclesiástica latina de la Iglesia católica en Zambia, sufragánea de la arquidiócesis de Ndola. La diócesis tiene al obispo Charles Joseph Sampa Kasonde como su ordinario desde el 23 de marzo de 2010.

## Territorio y organización
La diócesis tiene 125 826 km² y extiende su jurisdicción sobre los fieles católicos de rito latino residentes en parte de la provincia del Noroeste.
La sede de la diócesis se encuentra en la ciudad de Solwezi, en donde se halla la Catedral de San Daniel.
En 2020 en la diócesis existían 29 parroquias.

## Historia
La prefectura apostólica de Solwezi fue erigida el 9 de abril de 1959 con la bula Quandoquidem haec del papa Juan XXIII, obteniendo el territorio del vicariato apostólico de Ndola (hoy arquidiócesis de Ndola).
El 9 de diciembre de 1976 la prefectura apostólica fue elevada a diócesis con la bula Haec Romana del papa Pablo VI.
Inicialmente sufragánea de Lusaka, el 18 de junio de 2024, tras la elevación de la diócesis de Ndola a arquidiócesis metropolitana, pasó a formar parte de la nueva provincia eclesiástica.

## Estadísticas
Según el Anuario Pontificio 2021 la diócesis tenía a fines de 2020 un total de 98 620 fieles bautizados.
| Año                                                                             | Población            | Población | Población      | Sacerdotes | Sacerdotes    | Sacerdotes    | Bautizados por sacerdote | Diáconos permanentes | Religiosos | Religiosos | Parroquias |
| Año                                                                             | Bautizados católicos | Total     | % de católicos | Total      | Clero secular | Clero regular | Bautizados por sacerdote | Diáconos permanentes | Varones    | Mujeres    | Parroquias |
| ------------------------------------------------------------------------------- | -------------------- | --------- | -------------- | ---------- | ------------- | ------------- | ------------------------ | -------------------- | ---------- | ---------- | ---------- |
| 1970                                                                            | 3946                 | ?         | ?              | 14         |               | 14            | 281                      |                      | 24         | 9          | 6          |
| 1980                                                                            | 21 700               | 310 000   | 7.0            | 21         | 6             | 15            | 1033                     |                      | 27         | 18         | 9          |
| 1990                                                                            | 27 000               | 331 000   | 8.2            | 29         | 12            | 17            | 931                      |                      | 24         | 32         | 13         |
| 1999                                                                            | 57 858               | 491 019   | 11.8           | 37         | 16            | 21            | 1563                     |                      | 26         | 56         | 17         |
| 2000                                                                            | 61 523               | 503 221   | 12.2           | 35         | 17            | 18            | 1757                     |                      | 25         | 54         | 17         |
| 2001                                                                            | 63 662               | 513 285   | 12.4           | 37         | 18            | 19            | 1720                     |                      | 26         | 52         | 17         |
| 2002                                                                            | 64 936               | 523 551   | 12.4           | 40         | 21            | 19            | 1623                     |                      | 26         | 54         | 17         |
| 2003                                                                            | 66 062               | 528 786   | 12.5           | 33         | 17            | 16            | 2001                     |                      | 21         | 53         | 17         |
| 2004                                                                            | 67 048               | 682 191   | 9.8            | 26         | 17            | 9             | 2578                     |                      | 15         | 61         | 17         |
| 2007                                                                            | 76 000               | 720 000   | 10.5           | 34         | 15            | 19            | 2235                     |                      | 24         | 48         | 18         |
| 2014                                                                            | 95 683               | 882 000   | 10.8           | 45         | 24            | 21            | 2126                     |                      | 31         | 57         | 27         |
| 2017                                                                            | 100 160              | 957 760   | 10.5           | 47         | 28            | 19            | 2131                     |                      | 26         | 61         | 29         |
| 2020                                                                            | 98 620               | 1 045 000 | 9.4            | 21         | 21            |               | 4696                     |                      | 2          | 58         | 29         |
| Fuente: Catholic-Hierarchy, que a su vez toma los datos del Anuario Pontificio. |                      |           |                |            |               |               |                          |                      |            |            |            |

## Episcopologio
- Rupert Hillerich, O.F.M.Conv. † (30 de agosto de 1959-26 de mayo de 1969 falleció)
  - Sede vacante (1969-1976)
- Severinah Abdon Potani, O.F.M.Conv. † (9 de diciembre de 1976-26 de diciembre de 1993 falleció)
- Noel Charles O'Regan, S.M.A. (10 de julio de 1995-1 de octubre de 2004 nombrado obispo de Ndola)
  - Sede vacante (2004-2007)
- Alick Banda (30 de mayo de 2007-4 de noviembre de 2009 nombrado obispo coadjutor de Ndola)
  - Alick Banda (14 de noviembre de 2009-13 de febrero de 2010) (administrador apostólico)
- Charles Joseph Sampa Kasonde, desde el 23 de marzo de 2010